# بستلو
بستلو (به انگلیسی: Bassetlaw) یک منطقهٔ مسکونی در بریتانیا است که در ناتینگهام‌شر واقع شده‌است.

## خواهرخوانده
شهرهای گاربزن، اوریاک و Arpajon-sur-Cère خواهرخوانده‌های بستلو هستند.